# 安柏苑
安柏苑（英語：On Pak Court）是香港房屋委員會興建中的居者有其屋計劃屋苑，位於新界西貢區大上托安禧街1號。
屋苑由房屋署總建築師（3）負責總體設計、巴馬丹拿負責細部設計，並由瑞安建業承建，於2025年3月完工。

## 歷史
此屋苑所在地前身為安達臣道石礦場，於2017年停止開採。
按照原來的規劃，上址所有用地原訂興建私人住宅。直至2019年初，由於政府增建公營房屋的政策，決定將區內多幅用地改為興建資助出售房屋。

## 屋苑資料

### 樓宇
屋苑設有一座，共有17層（不包括地下及天台），提供420伙單位，單位面積介乎於291-498平方呎。
| 樓宇名稱 | 樓宇類型                    | 落成年份 | 樓宇層數 | 每層伙數                            | 單位總數（伙） | 建築師                       | 承建商   | 提供升降機的廠商 |
| -------- | --------------------------- | -------- | -------- | ----------------------------------- | -------------- | ---------------------------- | -------- | ---------------- |
| 安柏苑   | 非標準設計大廈 （十字長型） | 2025年   | 17       | 20（1樓） 26（2-9樓） 24（10-17樓） | 420            | 房屋署總建築師（3） 巴馬丹拿 | 瑞安建業 | 東芝             |

此屋苑已納入「居屋2024」出售 ，於2024年10月3日至23日間接受申請，其後於同年12月12日攪珠，翌年5月29日起開始揀樓。
值得一提的是，安柏苑與毗鄰的安樺苑，為全港首批採用「組裝合成」技術興建的居屋。

### 配套設施
屋苑僅設有遊樂場，以及露天停車場各一個。
其他配套方面，屋苑附近將興建兩個商場及一座綜合大樓，而最近的街市則位於安泰邨、寶達邨或秀茂坪商場。

## 興建期間的圖片庫

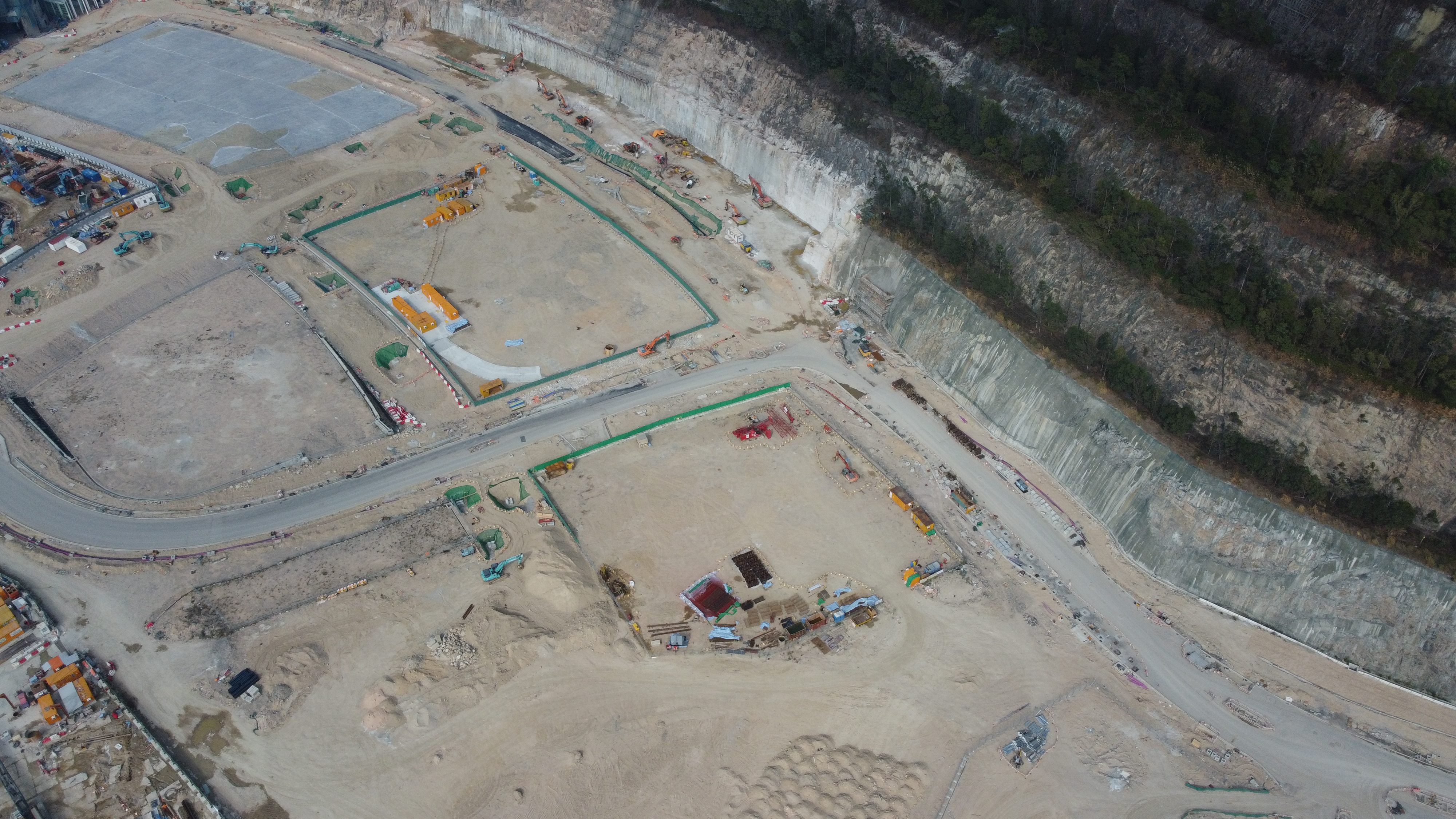
準備動工（2022年2月）
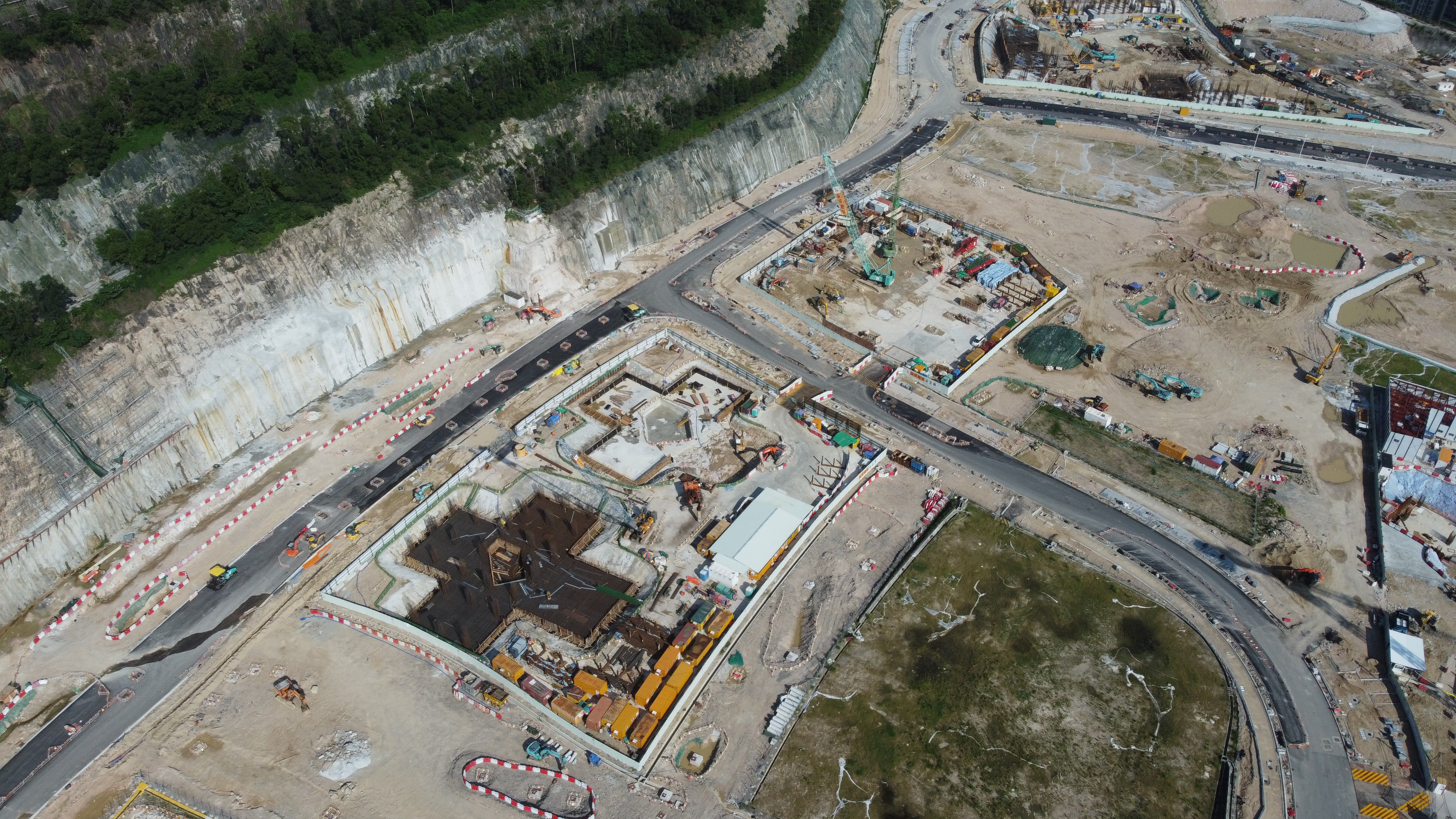
地基工程進行中（圖右）（2022年7月）
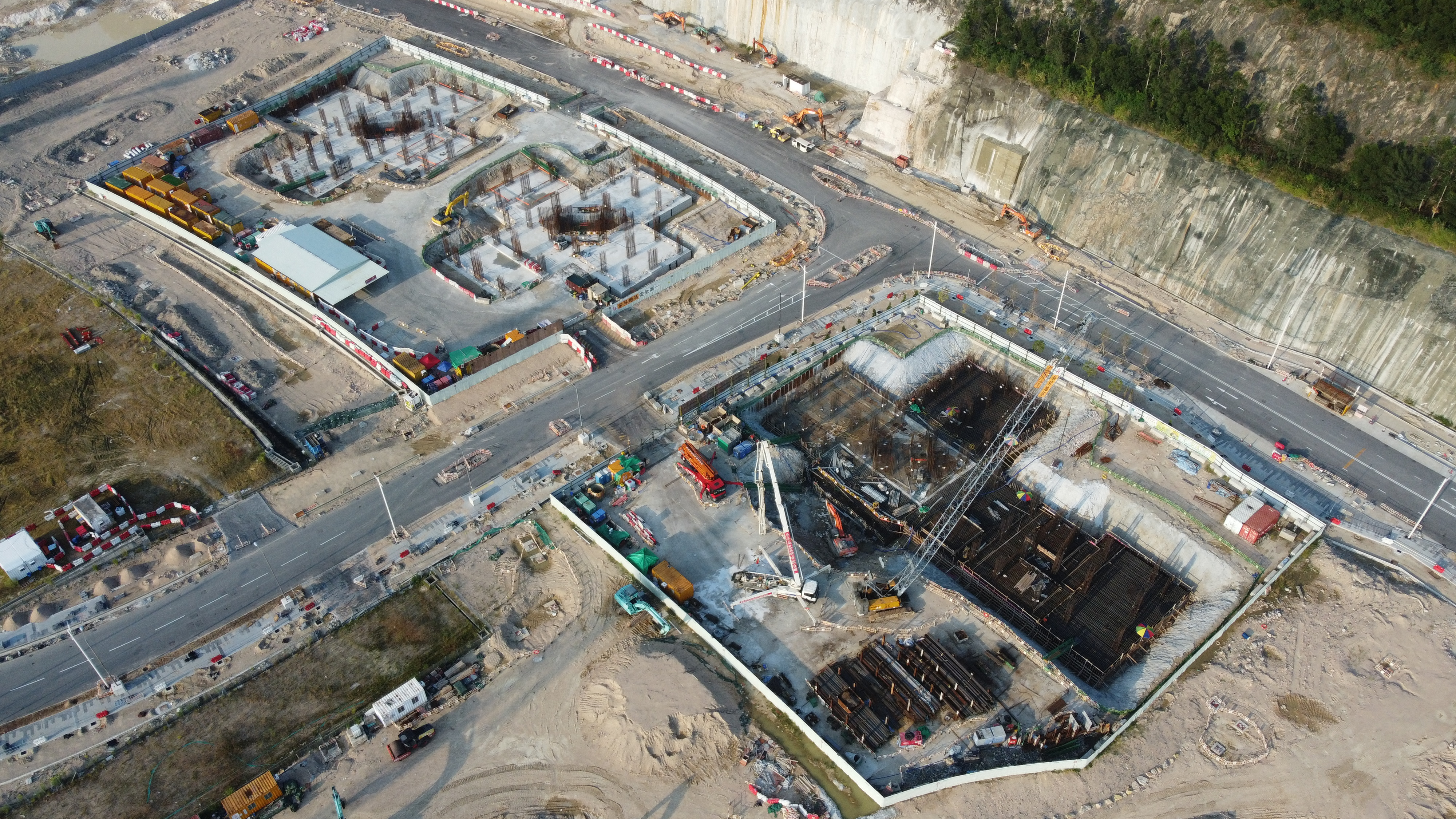
正澆築樁帽（圖右）（2022年9月）
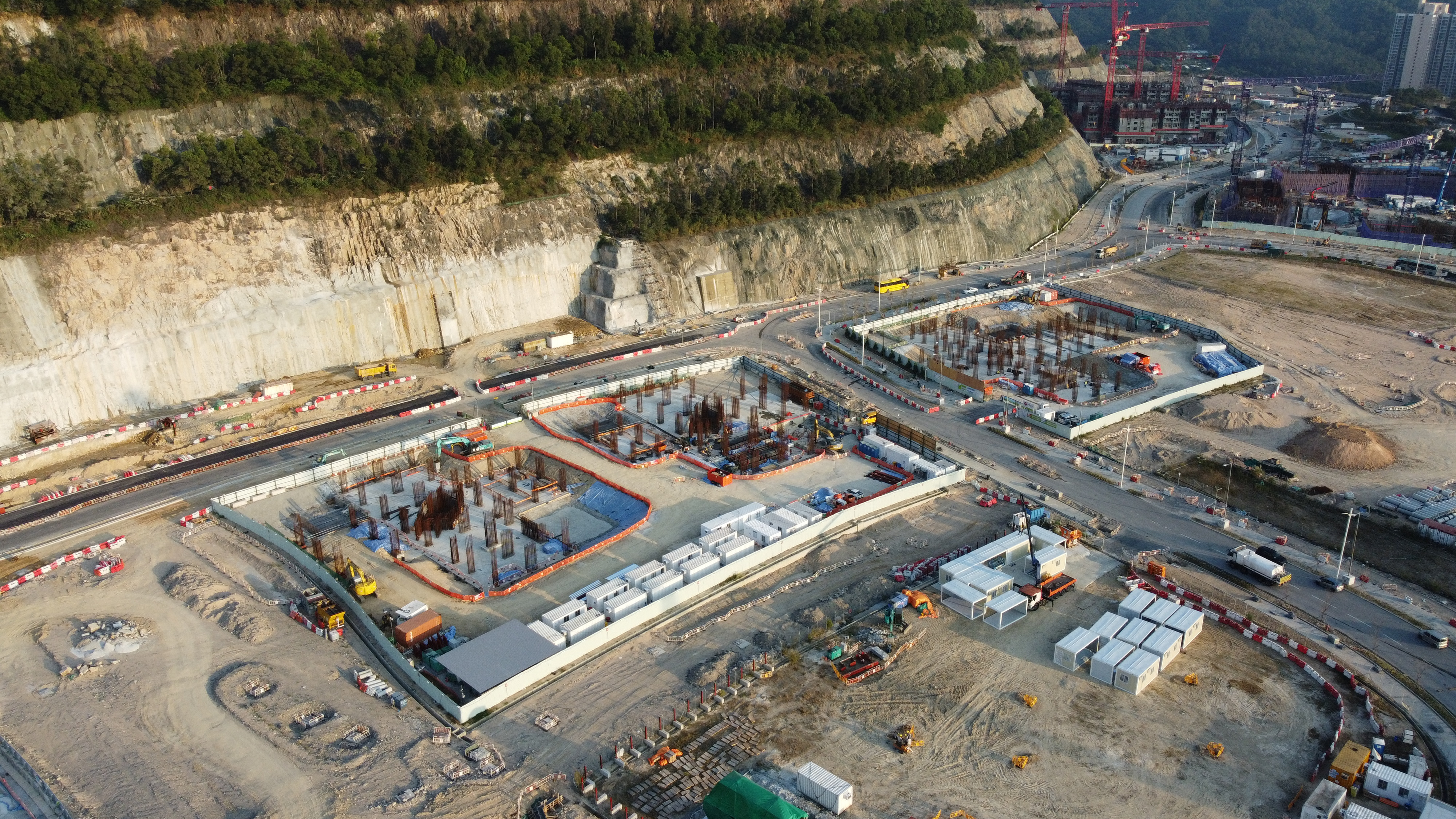
準備開展上蓋工程（2022年12月）
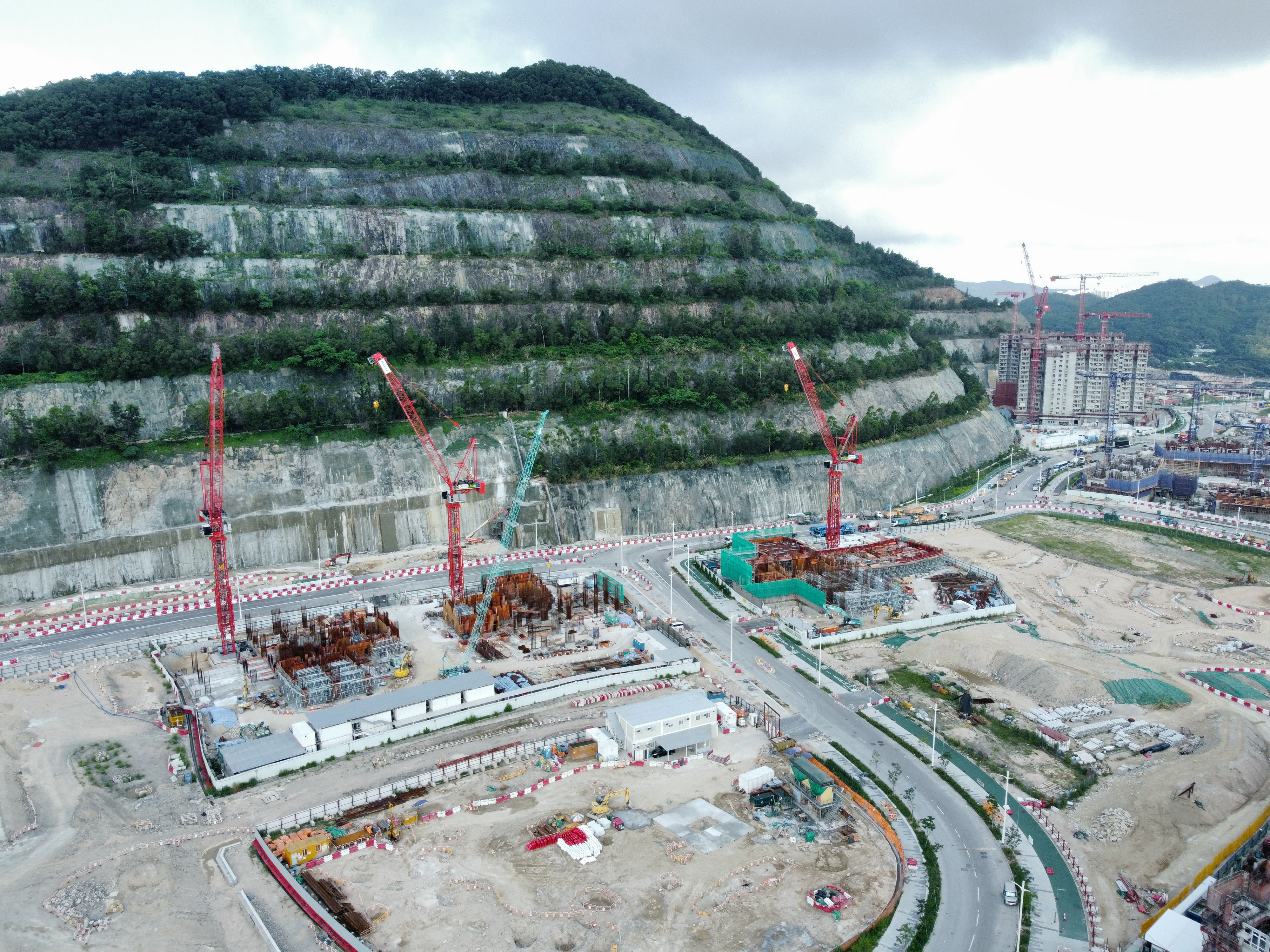
安柏苑（圖右）及安樺苑，兩者均建至1樓（2023年6月）
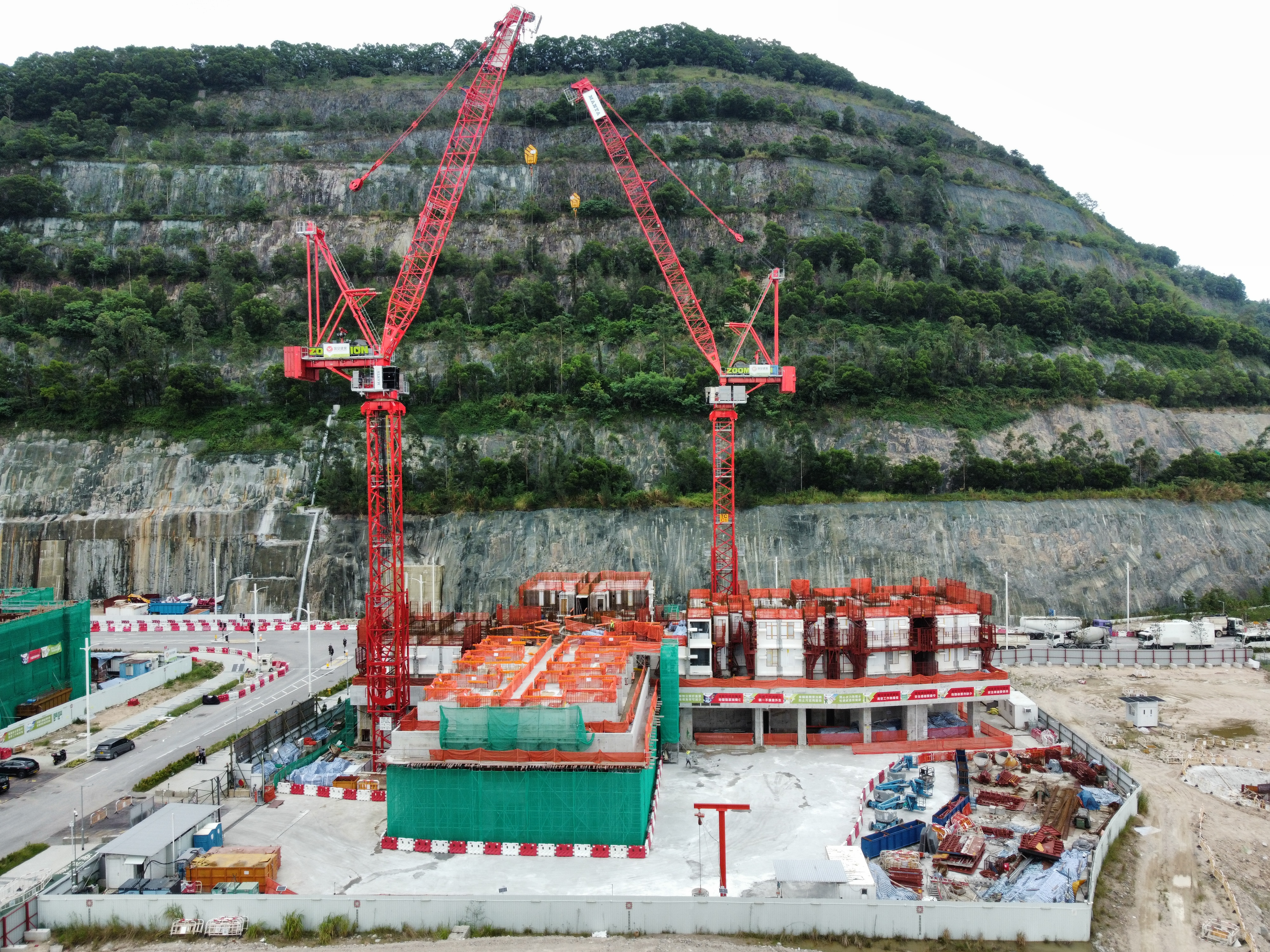
建至2樓（2023年10月）
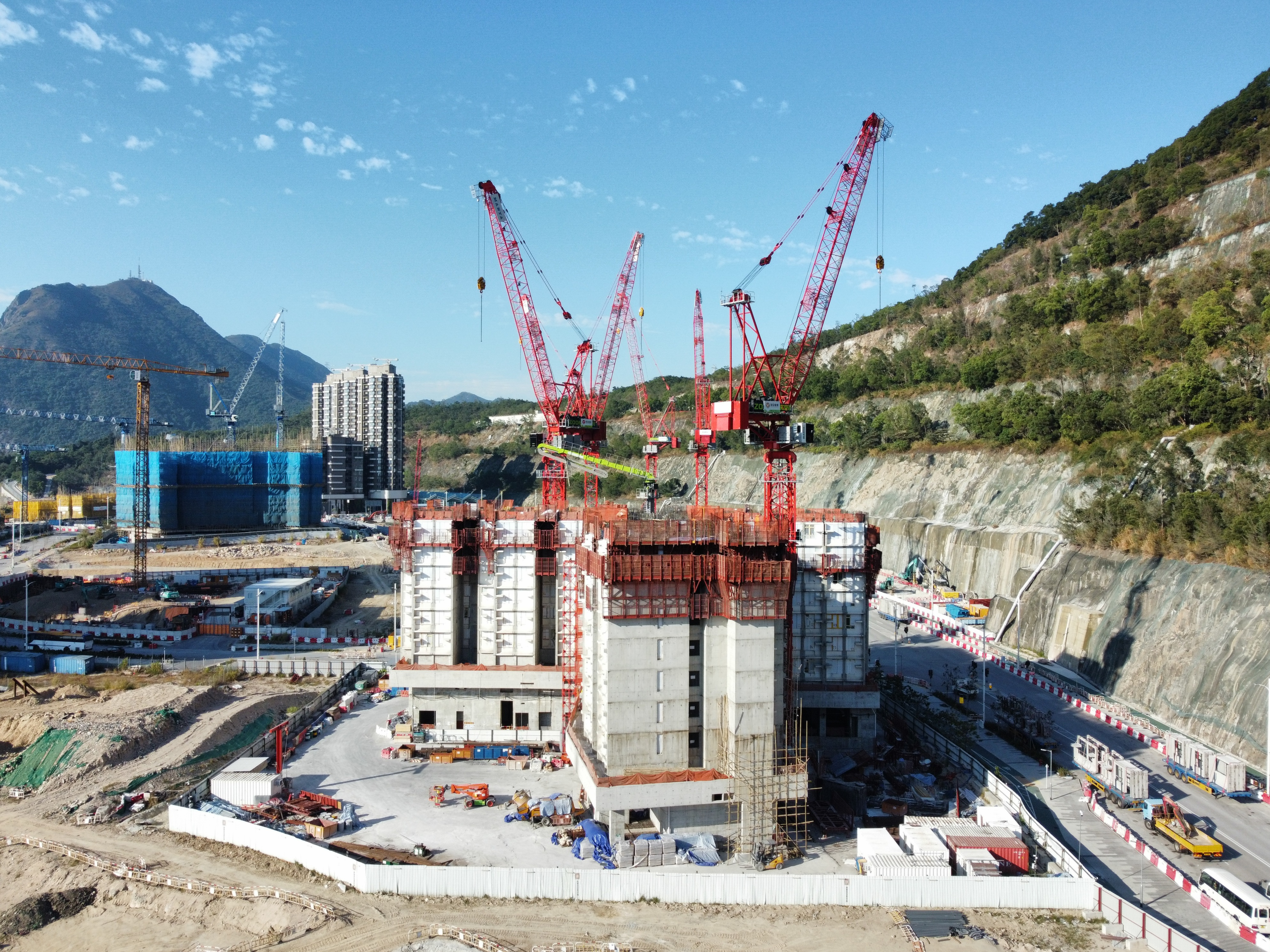
2023年12月
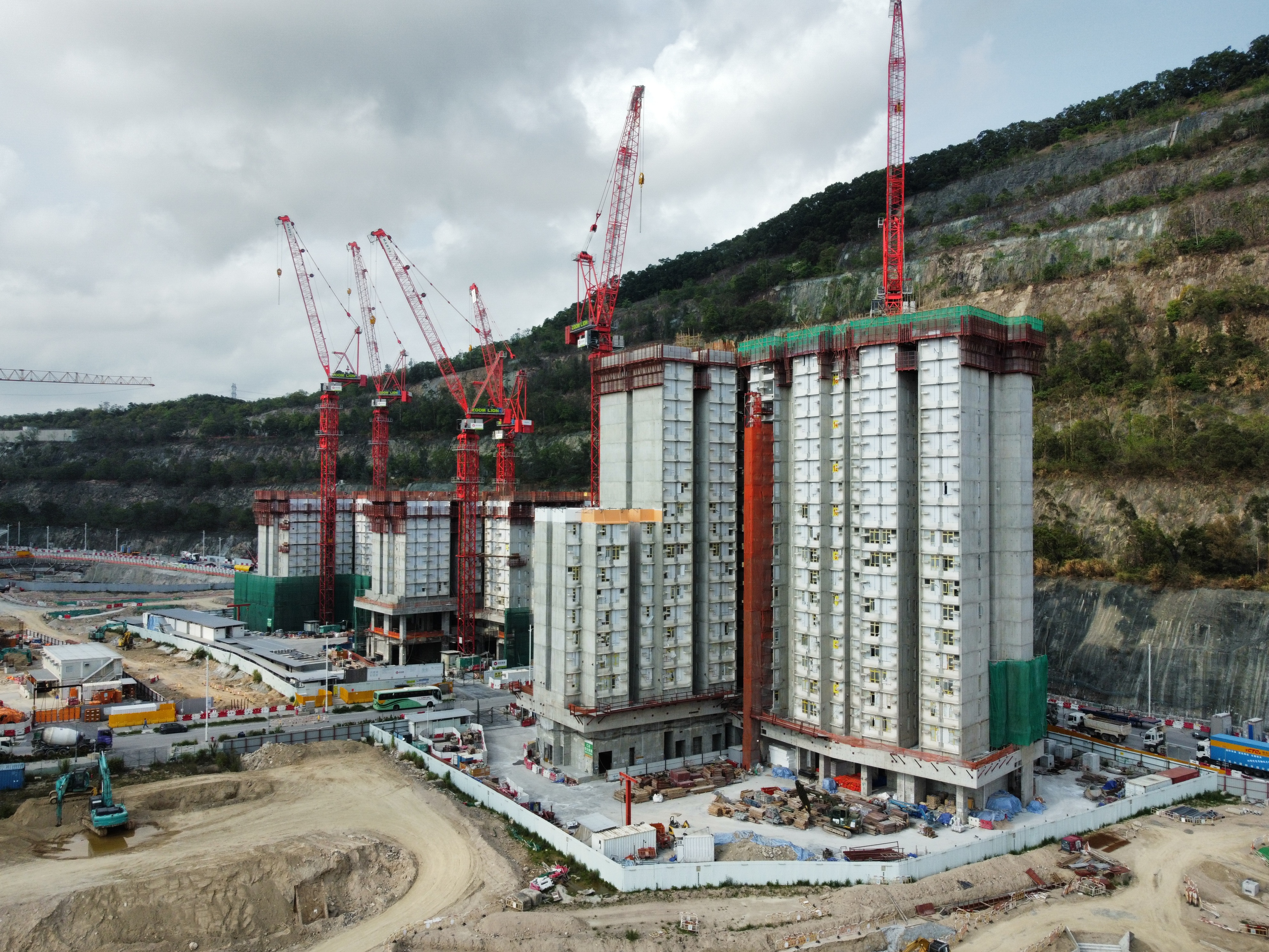
安柏苑（圖右）及安樺苑，當中前者正在封頂（2024年4月）
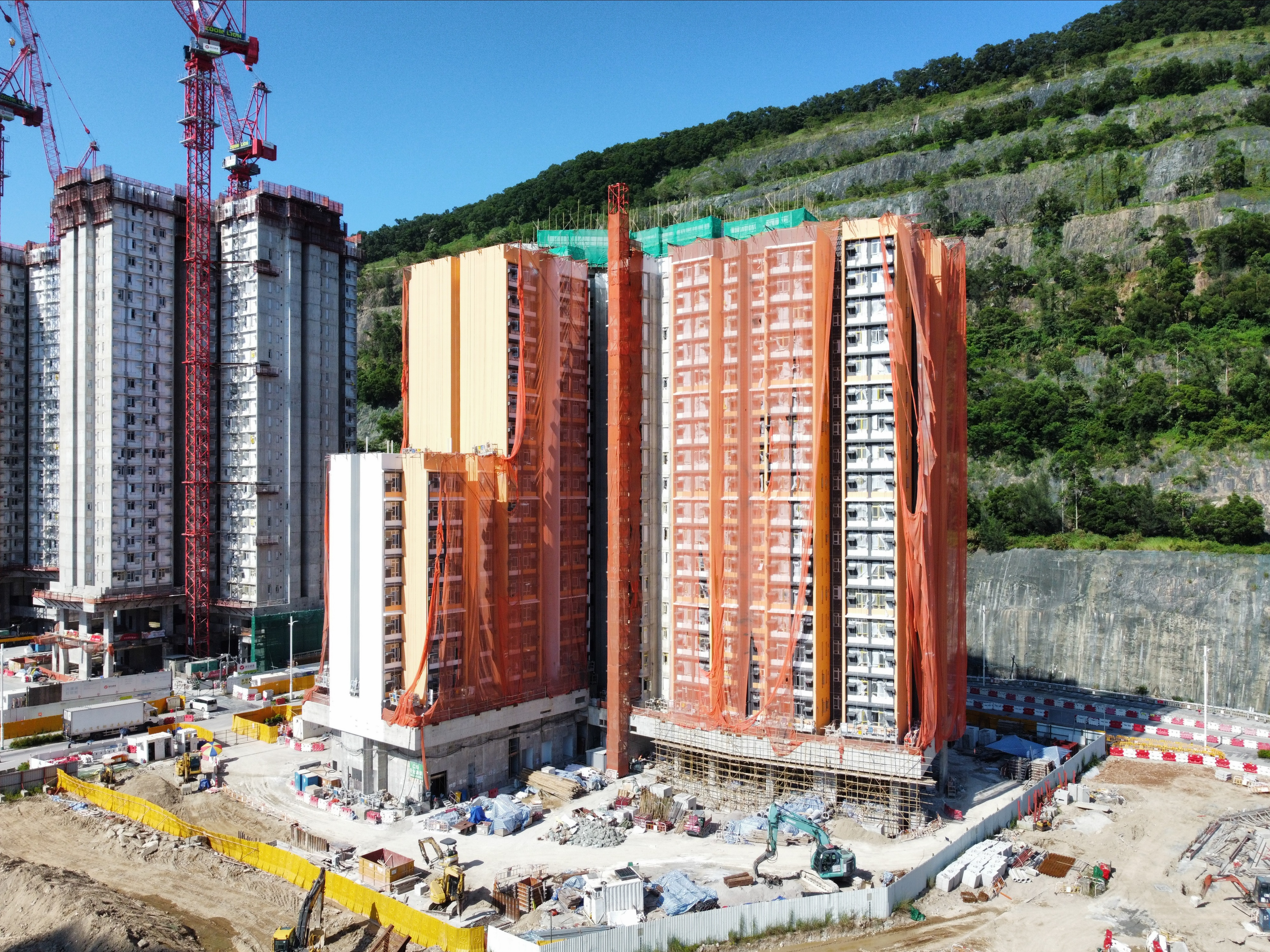
正在上漆（2024年8月）
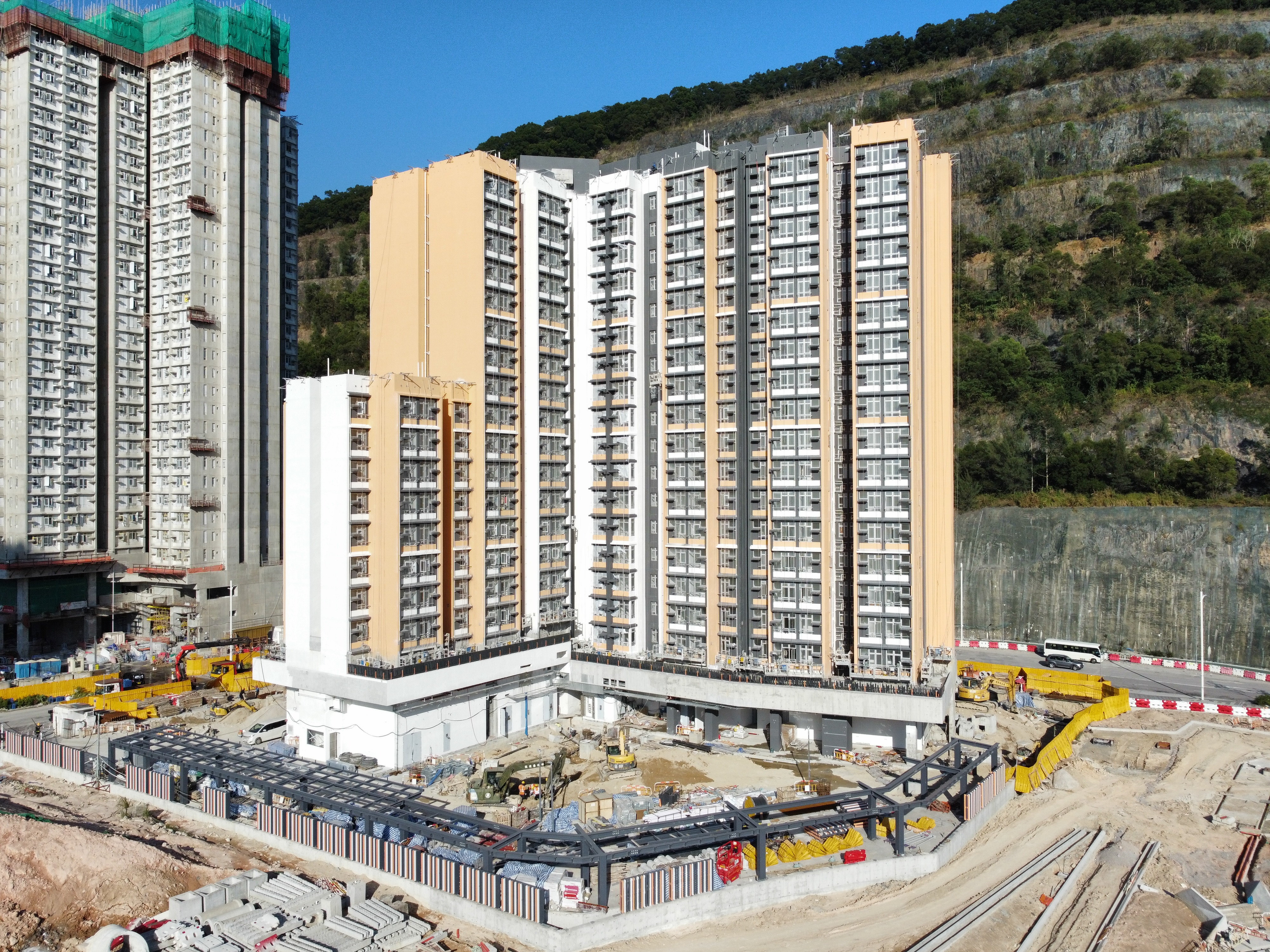
2024年11月

## 鄰近地方
- 安樺苑
- 安峯
- 朗然
- 安達邨
- 安泰邨
- 綜合大樓（興建中）
- 石礦公園
- 安秀道公園
- 安博官立小學（建築中）
- 迦密梁省德學校（建築中）
- 瑪利諾中學